# مقاطعة كوسوث (آيوا)
مقاطعة كوسوث (بالإنجليزية: Kossuth County)‏ هي إحدى مقاطعات ولاية آيوا في الولايات المتحدة الأمريكية.